# Knolspirea
De knolspirea (Filipendula vulgaris; synoniem: Filipendula hexapetala) is een vaste plant uit de rozenfamilie (Rosaceae). De soort staat op de Nederlandse Rode lijst van planten als zeer zeldzaam en zeer sterk afgenomen. Deze plant is in Nederland wettelijk beschermd sinds 1 januari 2017 door de Wet Natuurbescherming. De soort wordt ook als sierplant gebruikt. De Nederlandse naam is afgeleid van het knolvormend vermogen van de plant. De wortelknollen zijn eetbaar.
De plant wordt 30 tot 60 cm hoog. De wortels vormen eivormige knollen. De bladeren zijn afgebroken geveerd en hebben minimaal acht paar, tot 2 cm lange, gezaagde blaadjes. Het eindstandige blaadje is meestal niet groter dan de andere blaadjes
De knolspirea bloeit van juni tot september met roomwitte, van onderen purperroze, bloemen. De plant heeft meestal zes 5-9 mm lange kroonbladen. De soort groeit vooral op vrij droge plaatsen, hooi- en weilanden, wegbermen en bosranden.
De rechte vruchtjes zijn behaard.

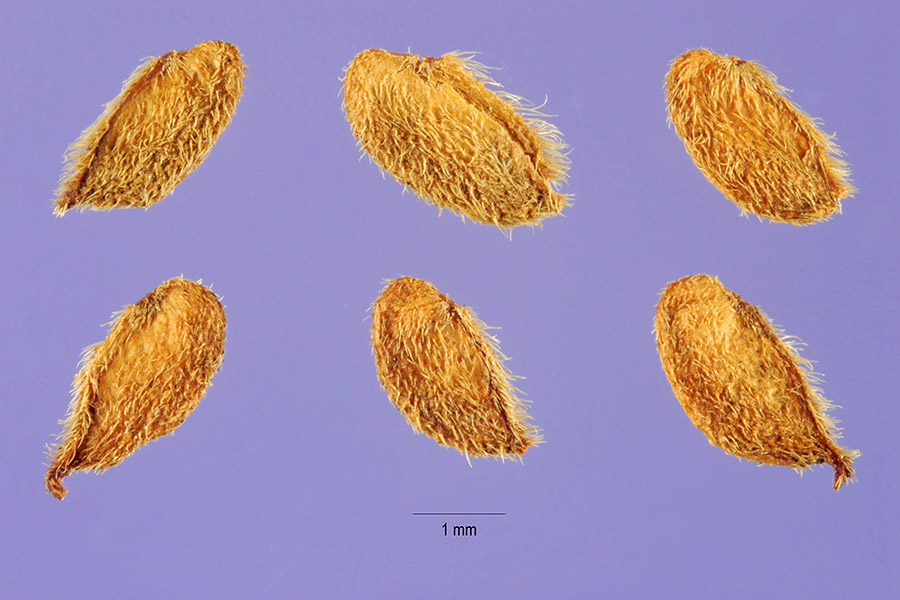
Vruchten

De knolspirea is een waardplant voor verschillende insecten, waaronder vlinders en bladmineerders.

## Namen in andere talen
- Duits: Kleines Mädesüss, Knolliges Mädesüss
- Engels: Dropwort
- Frans: Acléye, Spirée filipendule